# Johann Jakob Loppacher
Johann Jakob Loppacher (* 28. Juli 1816 in Trogen; † 4. Mai 1867 ebenda; heimatberechtigt ebenda) war ein Schweizer Kaufmann, Mitglied des Kleinen Rats, Grossrat, Landeshauptmann und Konsul aus dem Kanton Appenzell Ausserrhoden.

## Leben
Johann Jakob Loppacher war ein Sohn von Johann Jakob Loppacher und Elsbeth Sturzenegger. Im Jahr 1859 heiratete er Anna Katharina Wille. Sie war eine Tochter von Johannes Willi, Ratsherr, und Witwe von Johannes Eisenhut, Kaufmann.
Er arbeitete als Kaufmann. Von 1844 bis 1846 sass er im Gemeinderat von Trogen. Ab 1846 bis 1848 war er Gemeindehauptmann. Von 1849 bis 1851 gehörte er dem Ausserrhoder Kleinen Rat an. Ab 1859 bis 1861 und von 1866 bis 1867 amtierte er als Grossrat. Ab 1861 bis 1863 hatte er das Amt des Landeshauptmanns inne.
Loppacher weilte in den 1850er Jahren in Pernambuco (Brasilien), wo er als Teilhaber des Handelshauses J. Keller & Compagnie tätig war. Ab 1853 bis 1858 versah er dort das Amt des Schweizer Konsuls.